# 風雪江山
《風雪江山》（直译为“忠武公傳：亂中日記篇”）是韓國开发的MS-DOS與Microsoft Windows平台即時戰略遊戲游戏最早于1996年在韩国发行，中文修改版《風雪江山》于同年在台湾发行。1999年，遊戲推出系列續作《爭戰天下》（忠武公傳2：亂世英雄篇）。
遊戲原名取自朝鮮王朝名將，李舜臣的諡號忠武（韓語：충무）。遊戲篇名取自李舜臣所著的《亂中日記》，劇情始於萬曆朝鮮之役，描述了日本豐臣政權對朝鮮王朝的侵略。此遊戲的中文化版本《風雪江山》，劇情描述被改成中國明朝抗寇匪。